# مسجد جامع ساوه

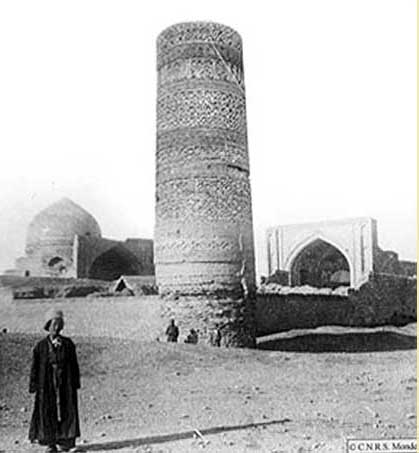
قدیمی‌ترین عکس از مسجد جامع ساوه

مسجد جامع ساوه از اولین مسجدهایی است که در ایران و در شهر ساوه ساخته شده و طی دوره‌های مختلف توسط هنرمندان ایرانی تزئین و مرمت شده است. به‌طوری‌که نوسازی‌های انجام‌شده موجب شده است که اثری از بنای اولیه مسجد در روزگار کنونی باقی نماند. این مسجد تماماً از خشت و گل ساخته است و در نوع خود بی‌نظیر می‌باشد. این مسجد مشتمل بر یک صحن و گنبدی در جنوب، دو ایوان، یک مناره، چند شبستان، محراب‌هایی متعدد و قدیمی با خطوط کوفی و دو محراب از دوره صفویه با خط ثلث است.
خصوصیت این بنای تاریخی-مذهبی آن است که نمودهایی از سه مقطع تاریخی (قبل از اسلام، قرون اولیه اسلام و دوران صفوی) در آن دیده می‌شود. آثار و بقایای موجود بیانگر این مطلب است که در مکان مسجد فعلی در دوران ایران باستان، آتشکده بوده و در دوره اسلامی تبدیل به مسجد شده است.

## موقعیت
این مسجد در جنوبی‌ترین نقطه شهر ساوه، در انتهای خیابان سلمان ساوجی واقع است.

## تاریخچه ساخت
در دو گوشه ضلع جنوبی مسجد، ساختمانی است خشتی و گلی به شکل علامت به‌علاوه، (متقاطع) که از وجود آتشکده در روزگار پیش از اسلام حکایت دارد. تا به حال به‌طور دقیق تاریخ بنای مسجد جامع ساوه تعیین نشده است، اما قدیمی‌ترین شیء که در این مجموعه پیدا شده، کتیبه‌هایی است که در سده ۴ هجری قمری نوشته شده‌اند؛ بنابراین این مسجد حداقل ۱۰۰۰ سال قدمت دارد.
مسجد جامع ساوه در طول تاریخ تغییرات زیادی کرده؛ گنبدخانه مسجد که یکی از قدیمی‌ترین بخش‌های آن است، در سده‌های چهارم و پنجم در ضلع جنوبی بنا شده، مناره مسجد متعلق به سده ششم است و ایوان غربی در سده هشتم ساخته شده است.
این مسجد مانند شهر ساوه در زمان حمله مغول آسیب‌های بسیاری دیده است.

## معماری
این بنا دارای شبستان‌ها و دهلیزهای زیبای آجری است که هر چشمه به عرض ۵٫۳ و طول ۲۰ متر می‌باشد و از آثار سده ششم و عصر سلجوقیان به‌شمار می‌رود. محراب آن دارای کتیبه‌های متعدد عمودی و افقی است که سه جانب آن را فرا گرفته و روی آن سوره‌هایی از قرآن (سوره قدر، اخلاص، جمعه) به خط ثلث و کوفی گچبری شده و در ضلع غربی میان شبستان‌های این بنا، ایوان باشکوه و رفیعی قرار دارد و در هر جانب این ایوان، حجره‌ای با درگاه تنگ و کوتاه نمودار است. گنبد مسجد به قطر ۱۴ و ارتفاع ۱۷ متر می‌باشد که ساق یا گردنه گنبد ۴ متر ارتفاع دارد و آراسته به کاشی‌های معقر می‌باشد.
این بنا از لحاظ معماری، نقاشی، کاشی‌کاری و نیز تزیینات انجام شده‌ای همچون گچ‌بری بسیار ارزشمند است، چراکه در بنای آن می‌توان سه دوره تاریخی ساسانیان، قرون اولیهٔ اسلامی و همچنین دوران پادشاهی حاکمان صفوی را مشاهده کرد. این مسجد کهن که از جاهای دیدنی ساوه به‌شمار می‌رود، دارای مساحتی بالغ بر ۴ هزار و ۲۰۰ متر مربع بوده و اثری است باشکوه و بی‌نظیر از هنرنمایی استادان ایرانی و می‌توان آن را گوهری گران‌بها از معماری و تزیینات خاص ایرانی نامید که در صحن، مناره، شبستان‌ها، محراب‌های قدیمی، ایوان‌ها، گنبد، دو محراب از عهد صفوی و دیگر قسمت‌های آن مشاهده کرد.

### مناره مسجد
در گوشه شمال شرقی و بیرون از مسجد، مناره‌ای رفیع و آجری مربوط به دوره سلجوقی واقع شده است.
قسمت پایین این مناره ساده و قسمت‌های بالایی آن با نقوش آجری مزین شده و بر اساس شواهد و مستندات، به مرور زمان قسمتی از آن تخریب یا ریزش کرده است و ارتفاع فعلی آن ۱۴ متر و با قطر ۵٫۳ متر می‌باشد. راه پله‌ای مارپیچ که به نقوش متنوع و برجسته مزین شده، امکان دسترسی به نوک مناره را فراهم می‌آورد.
مناره در بیرون از باروی مسجد قرار دارد و دارای ۱۴ متر ارتفاع و ۳/۵ متر قطر است که با کتیبه‌های متعدد کوفی تزئین شده است. بدنه این اثر تاریخی دارای سه ردیف کتیبه همراه با سایر تزیینات است و بیانگر اتمام بنای آن بنا در سال ۵۰۴ هـ. قمری است.

## ثبت ملی
مسجد جامع ساوه که ۴ هزار و ۲۰۰ متر مربع وسعت دارد، در سال ۱۳۱۰ به عنوان نخستین مکان تاریخی استان مرکزی در فهرست آثار ملی کشور به ثبت رسیده است.

## نگارخانه

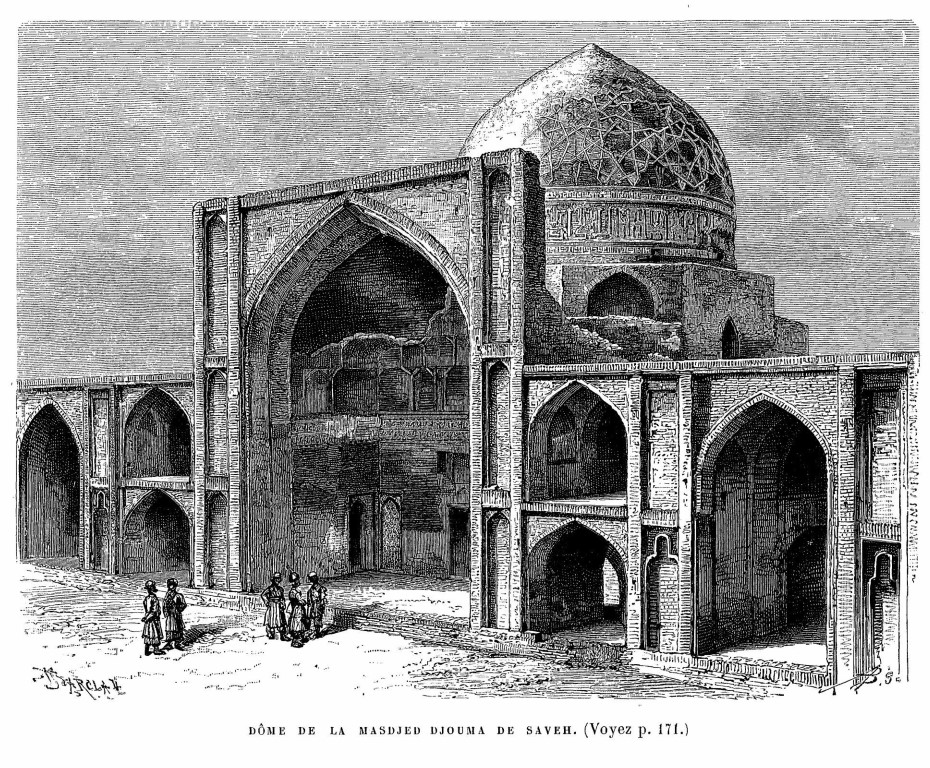
نقاشی مسجد جامع ساوه اثر ژان دیولافوا - ۱۸۸۱
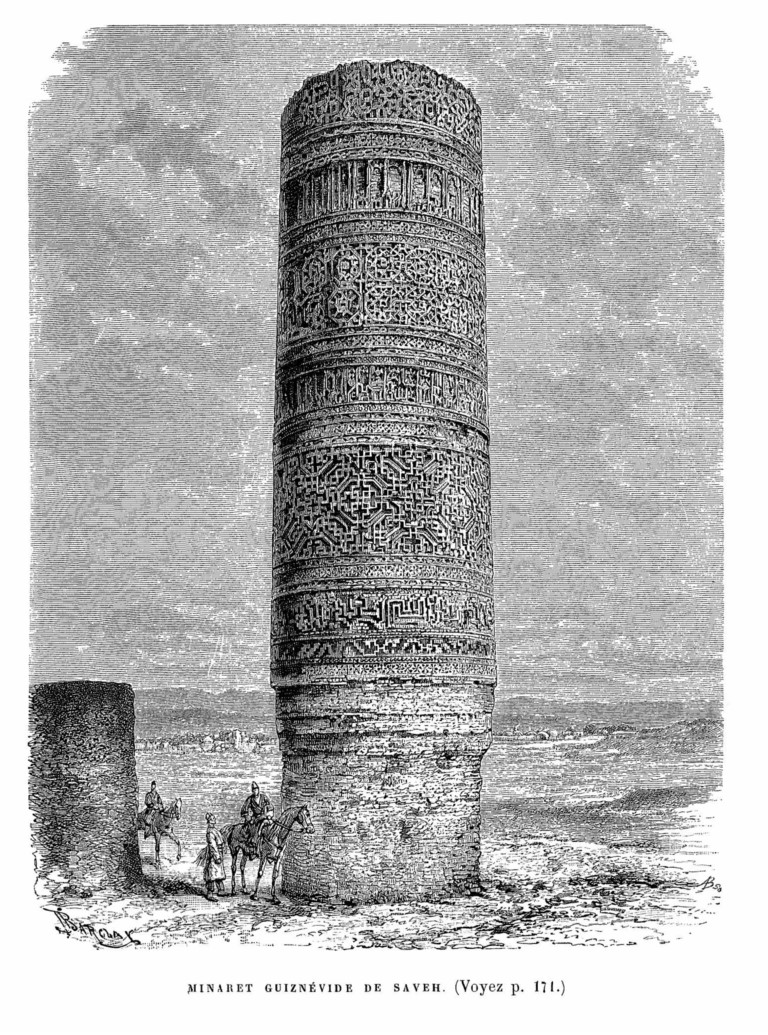
نقاشی مناره مسجد جامع ساوه اثر ژان دیولافوا - ۱۸۸۱
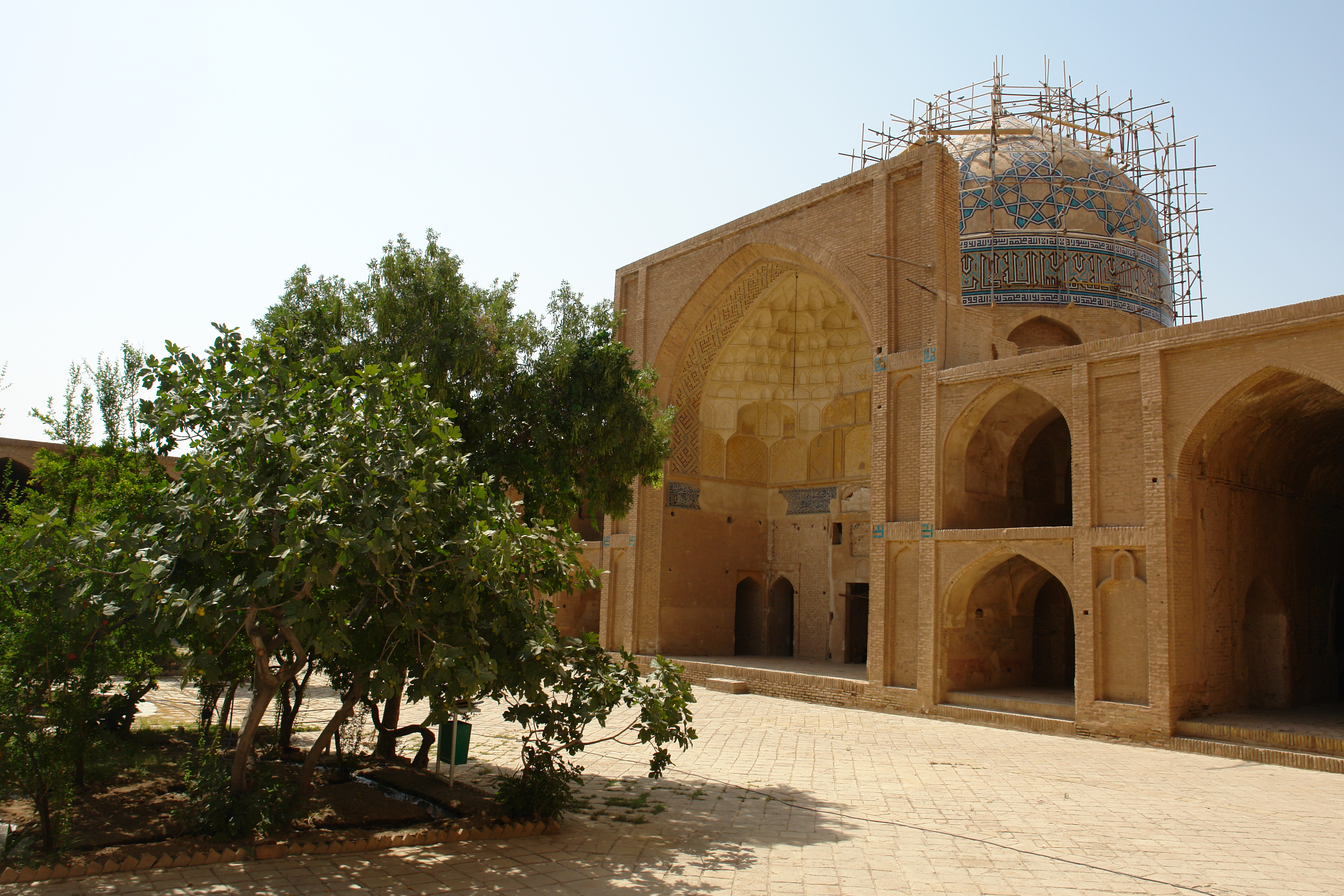
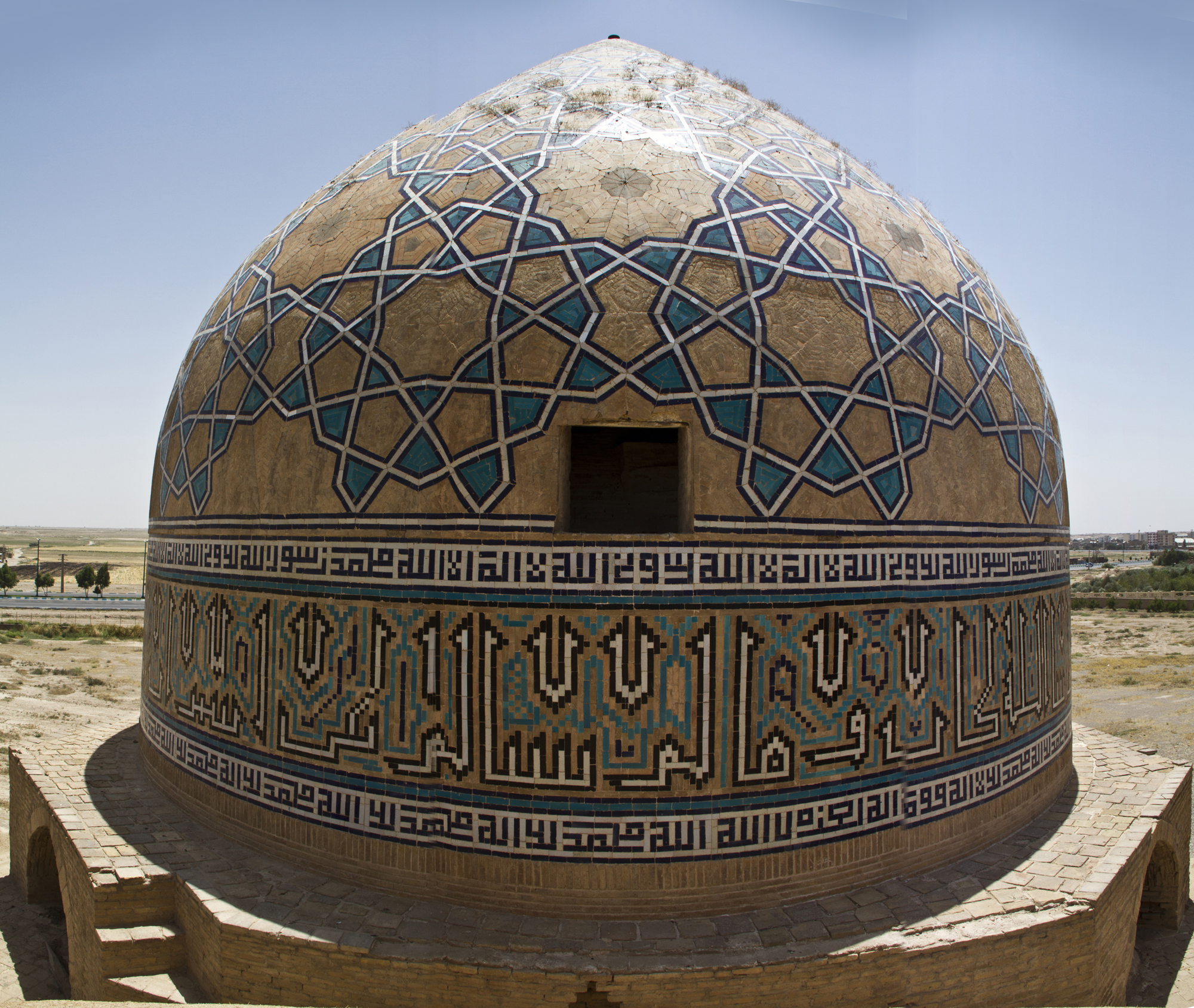
نمایی از گنبد
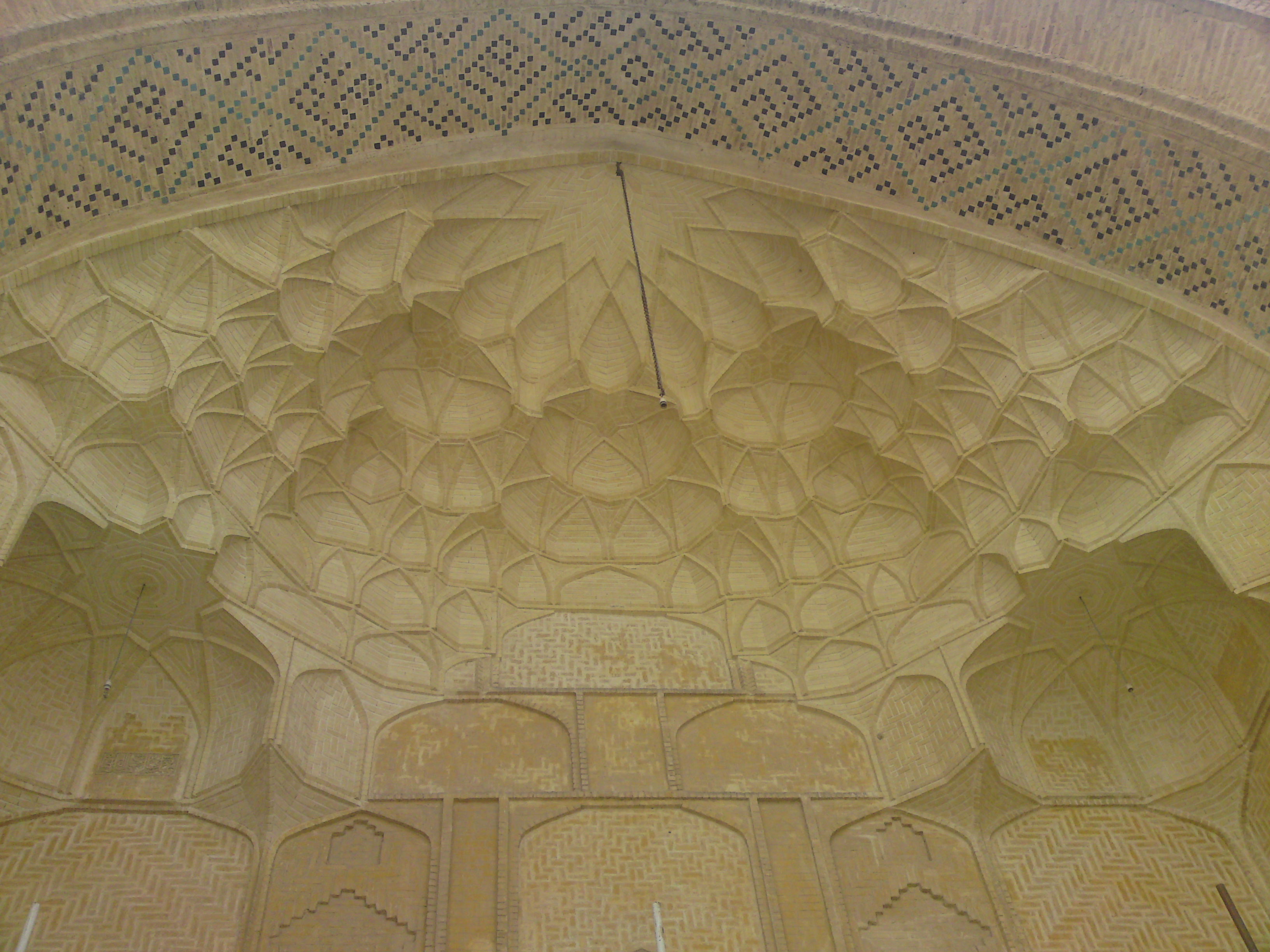
گچ‌بری ایوان مسجد جامع ساوه
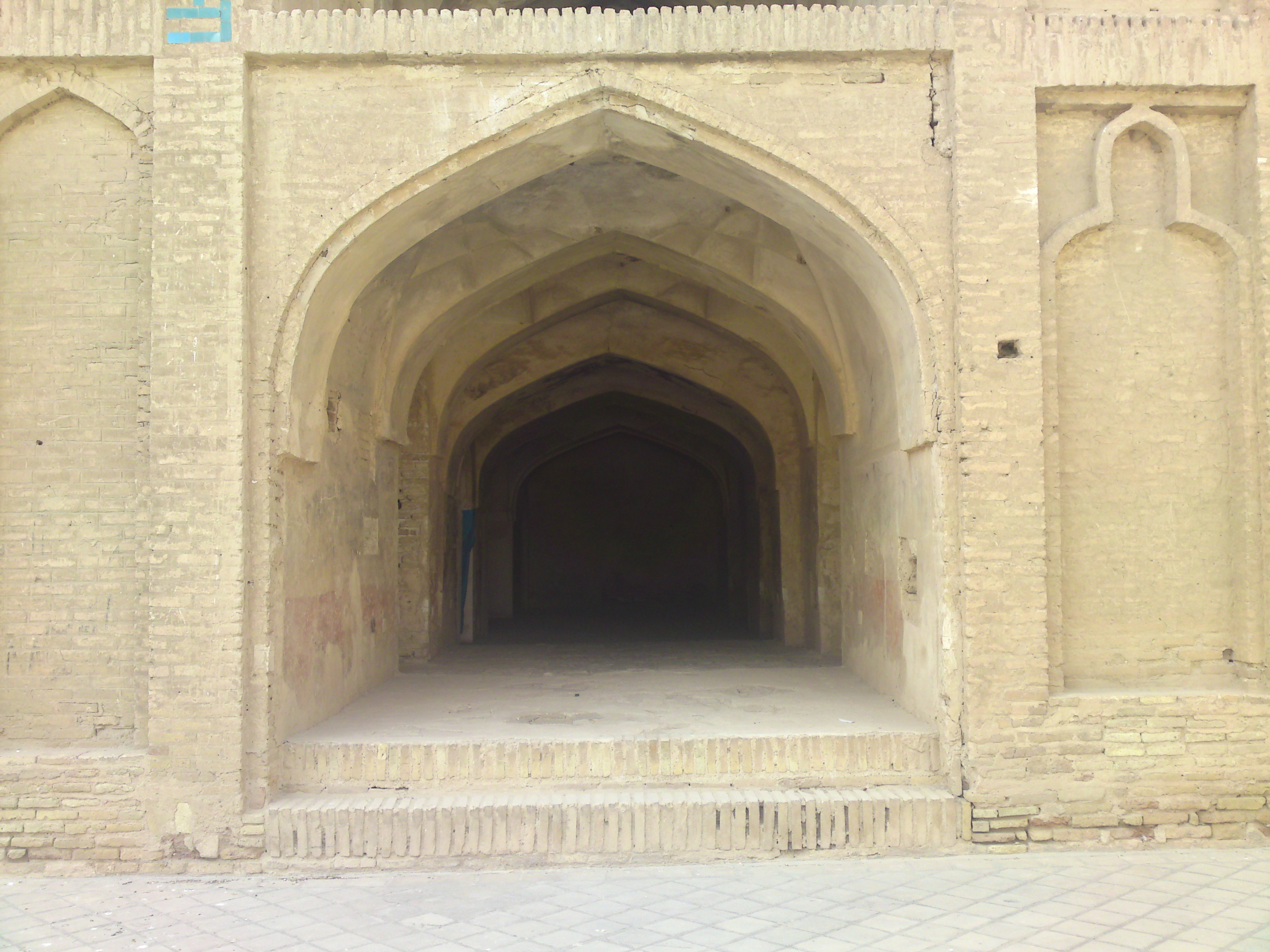
یکی از حجره‌های مسجد جامع ساوه
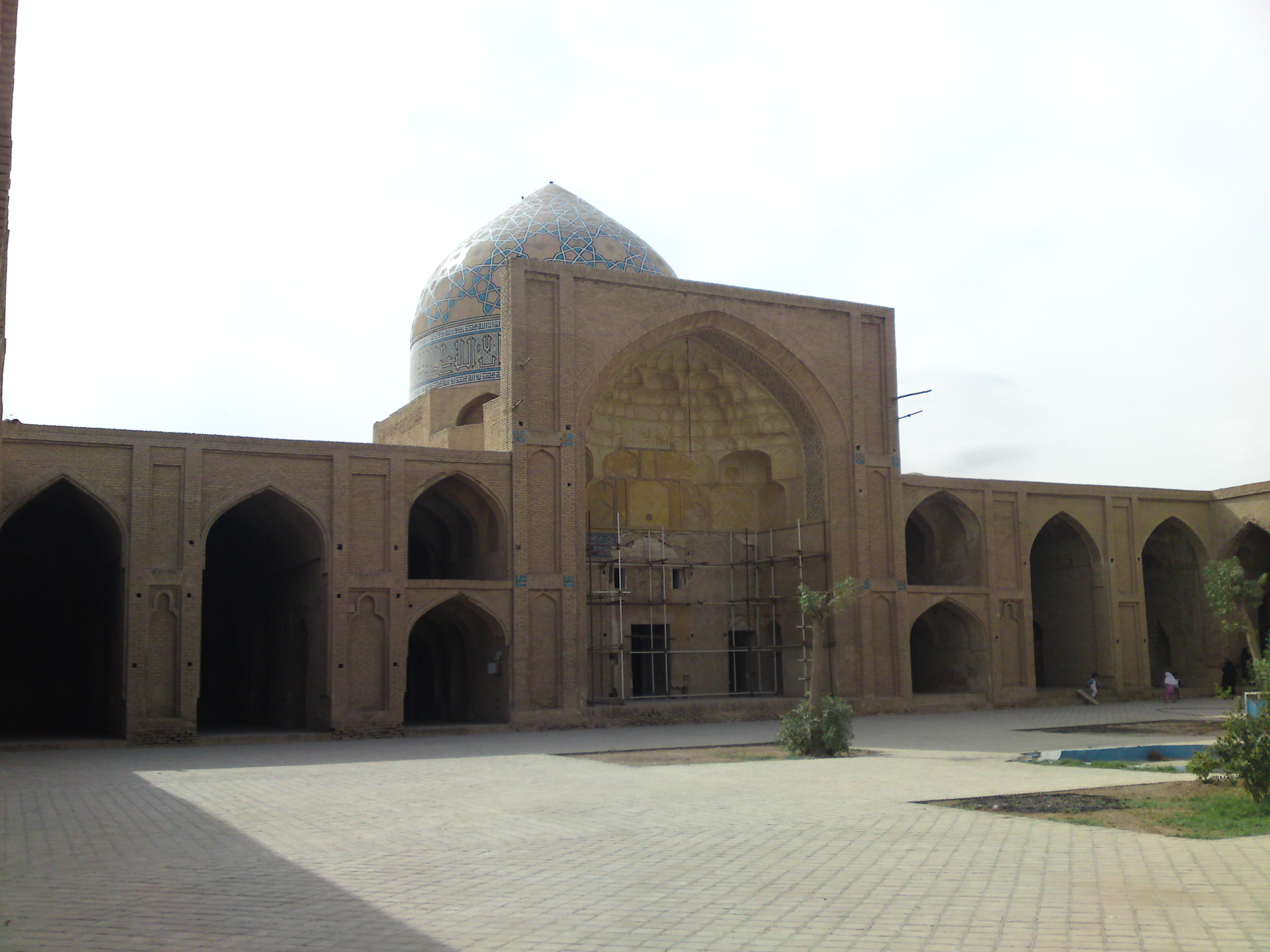
نمایی از داخل مسجد جامع ساوه
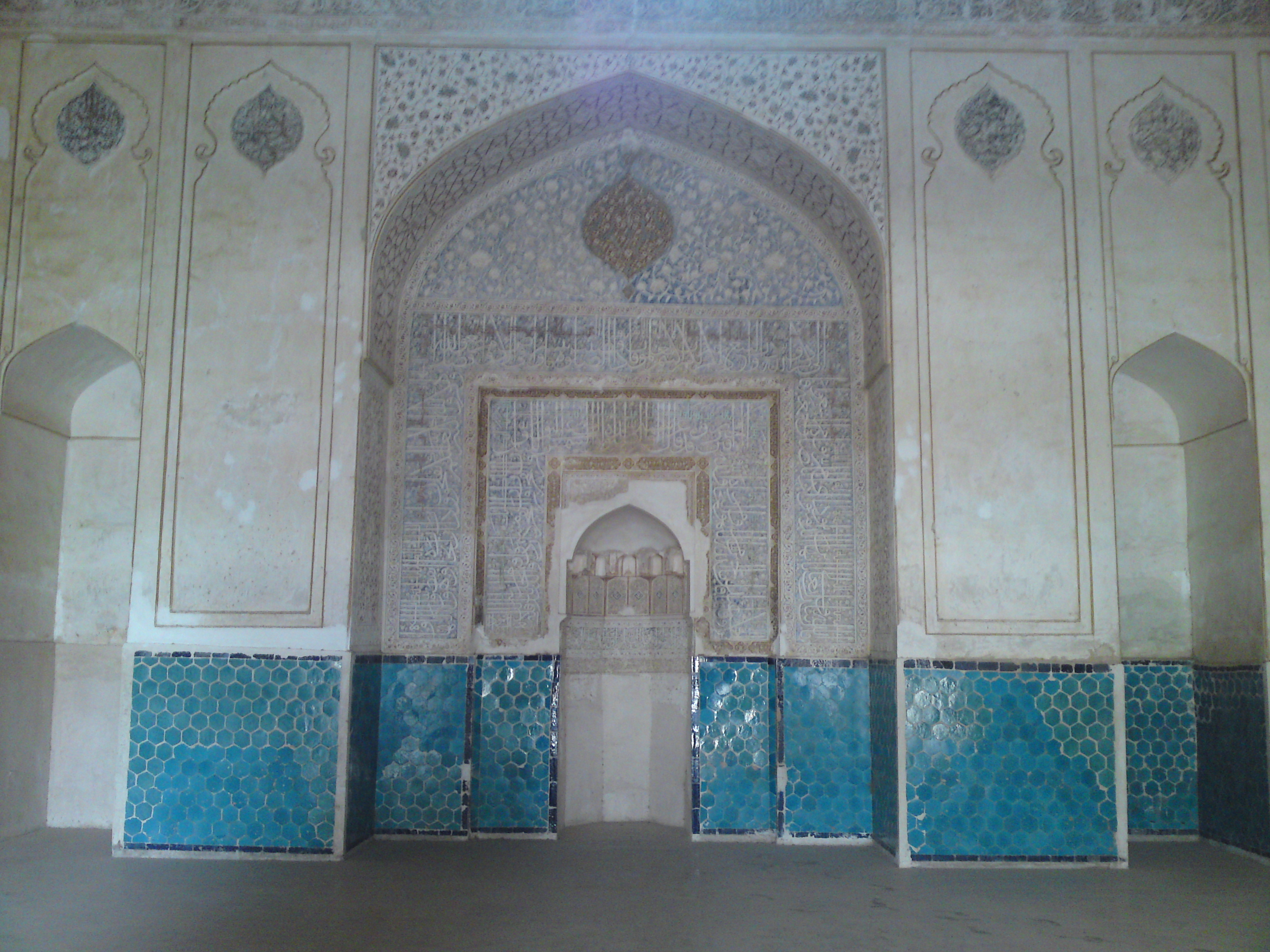
محراب مسجد جامع ساوه
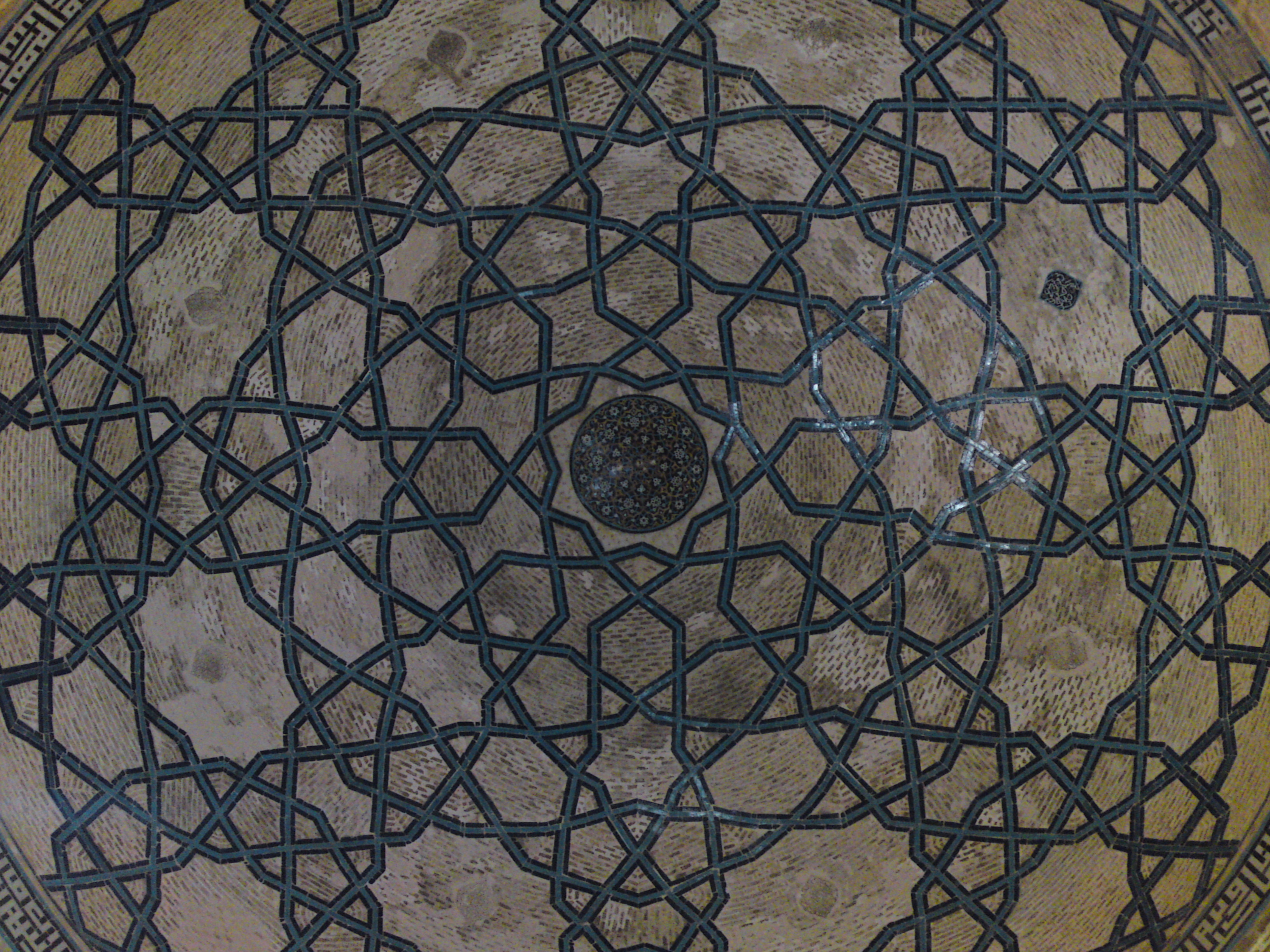
قسمت زیرین گنبد مسجد جامع ساوه
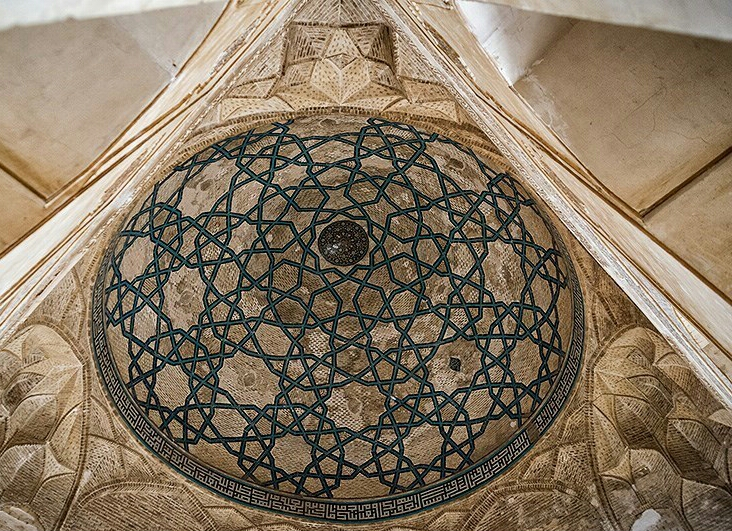
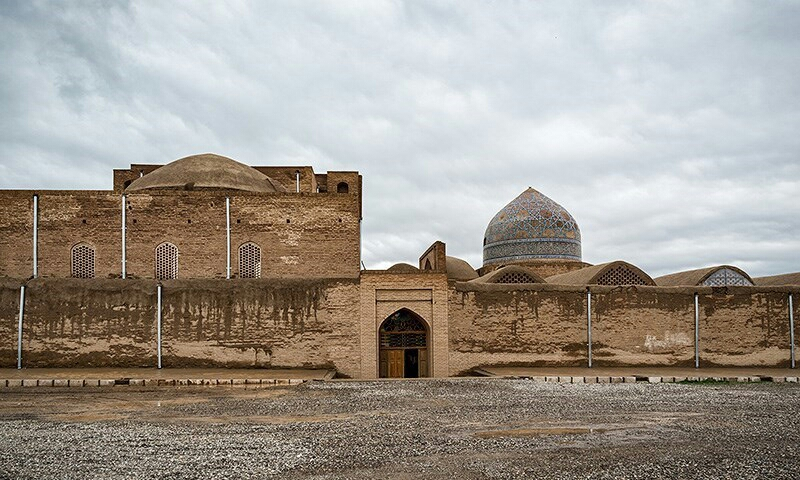
ورودی مسجد
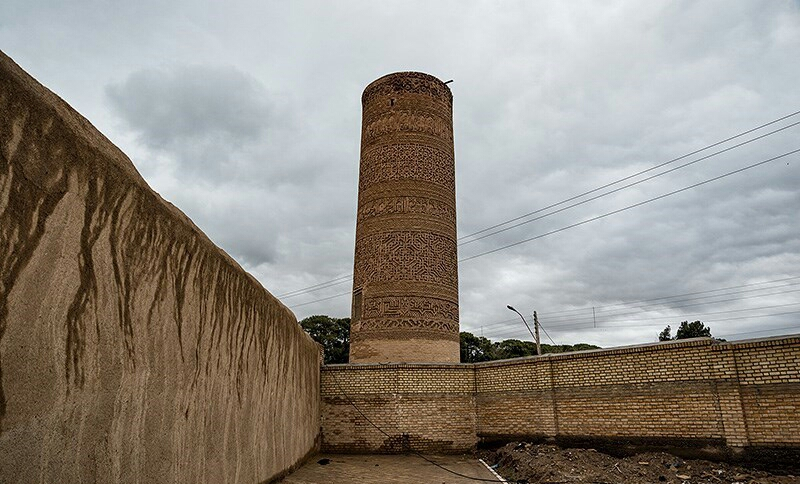
مناره مسجد جامع ساوه
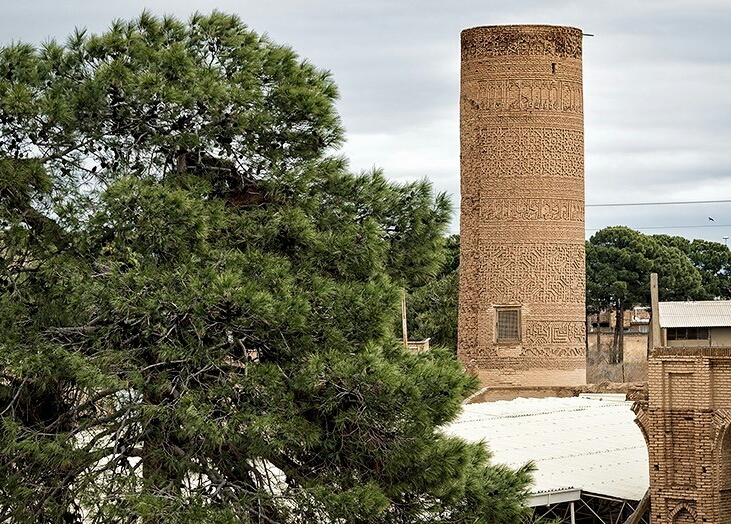
مناره مسجد جامع ساوه
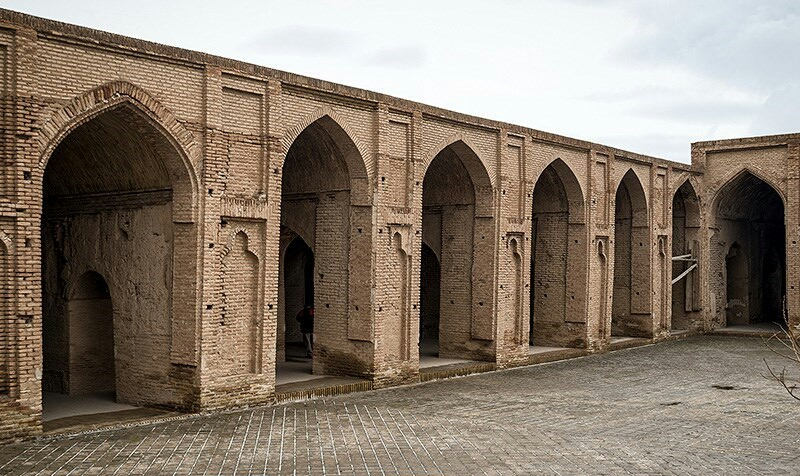
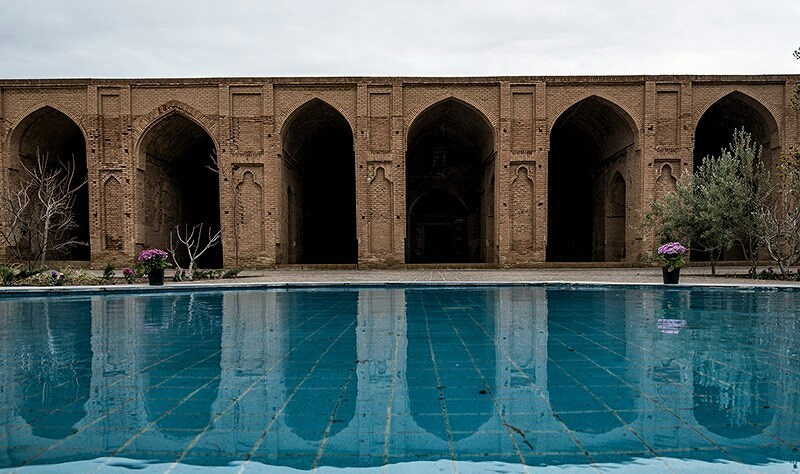
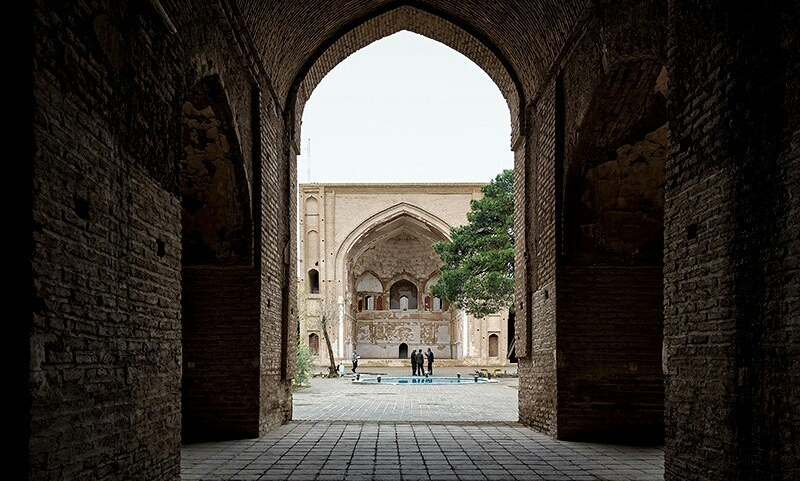
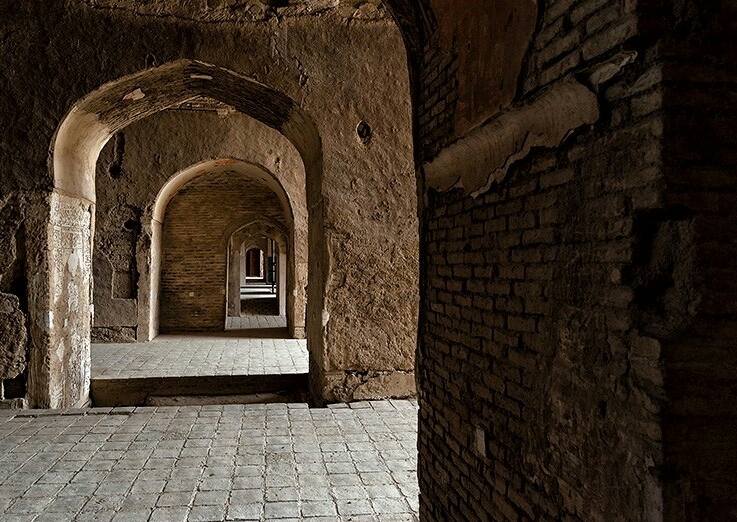
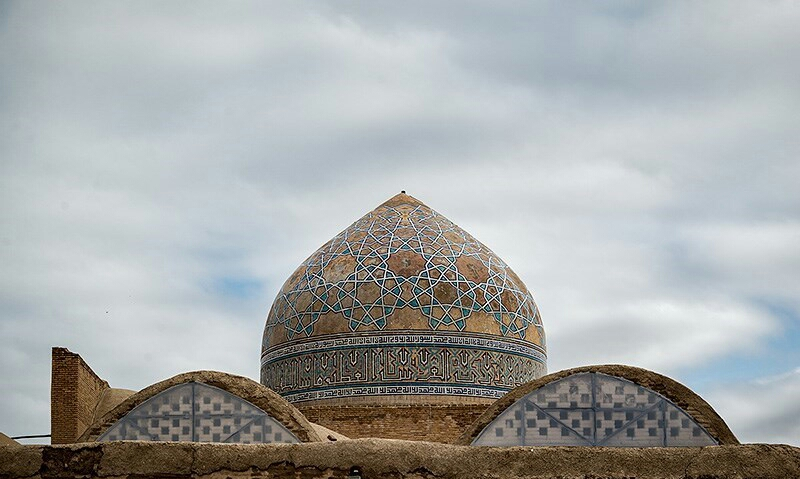
گنبد مسجد
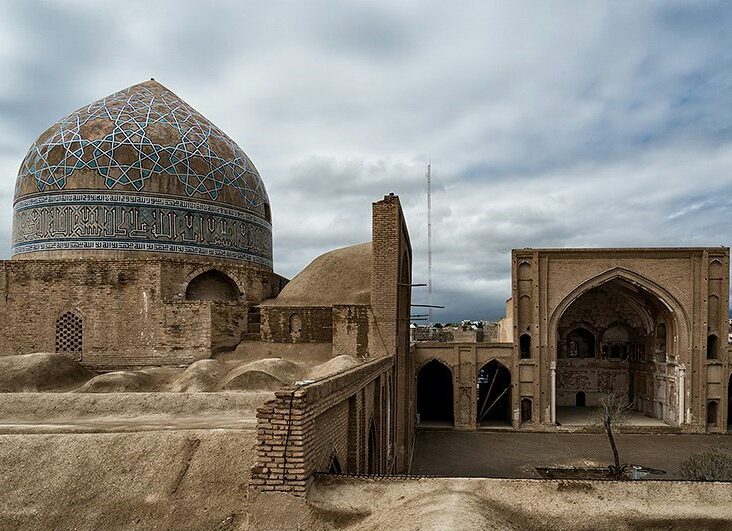
گنبد مسجد
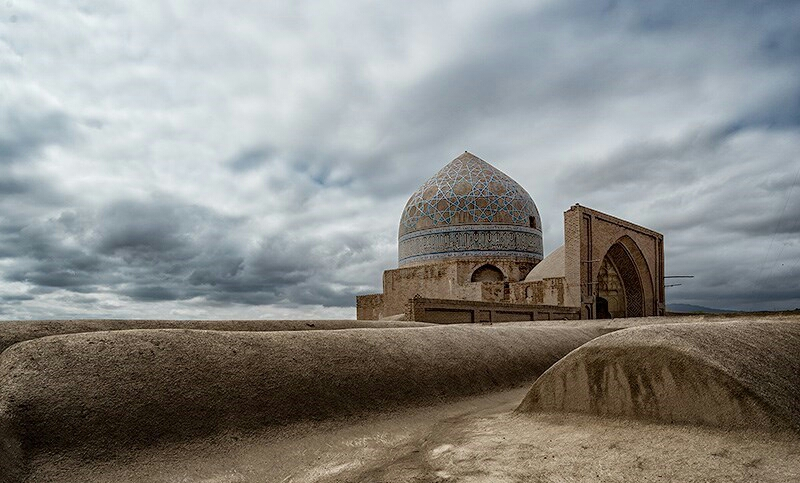
گنبد مسجد
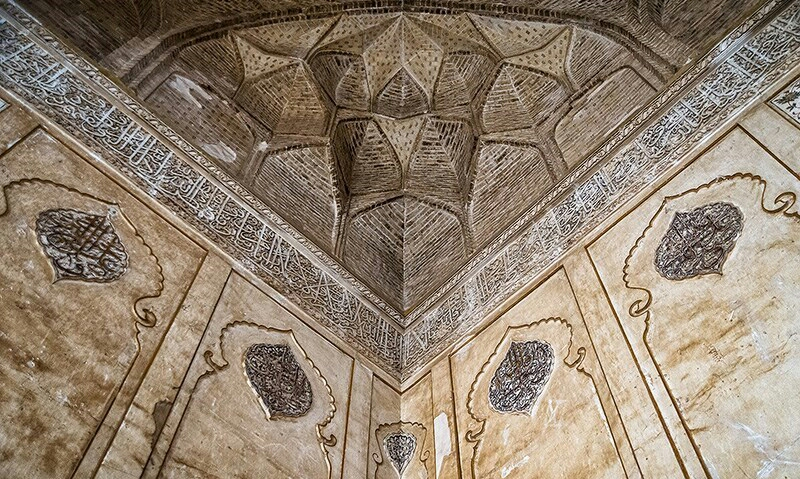
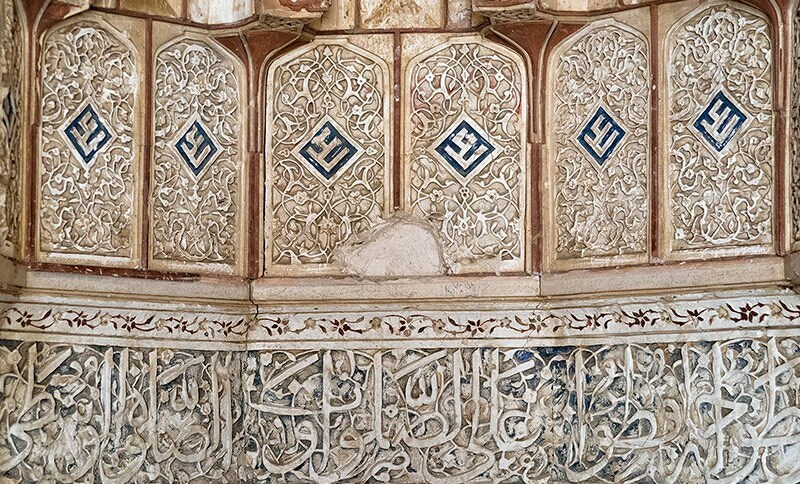
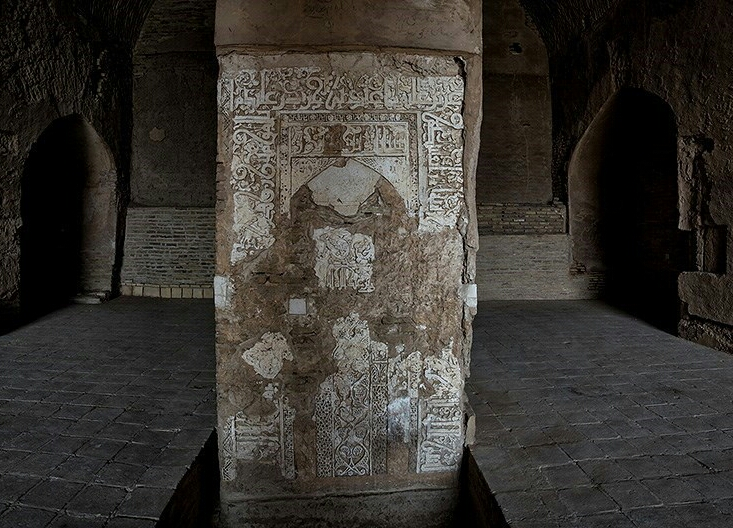
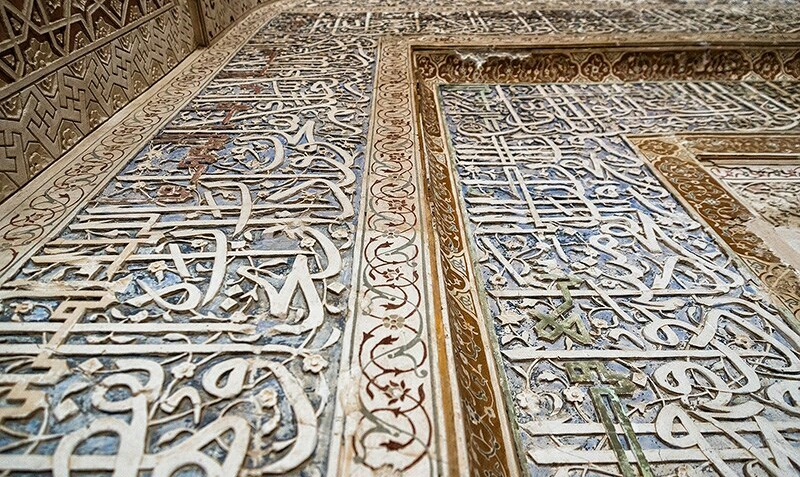
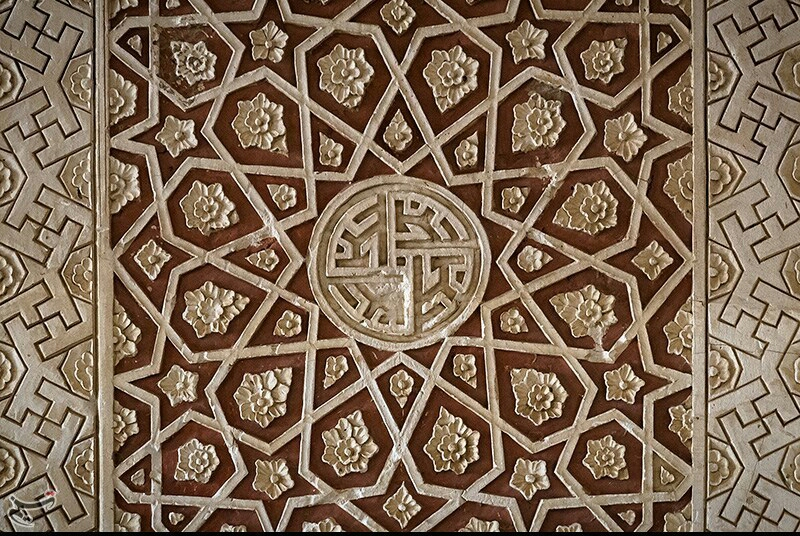
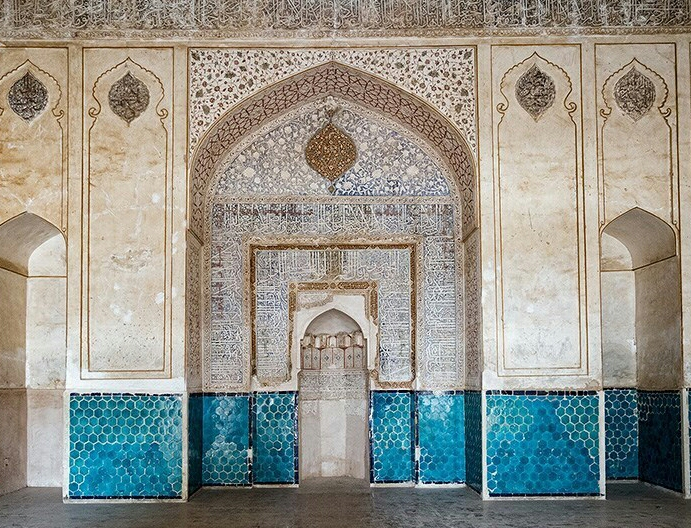
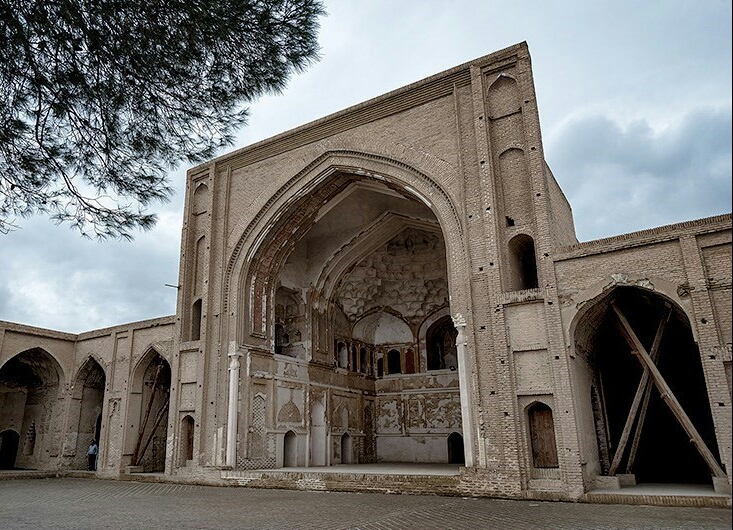
ایوان غربی
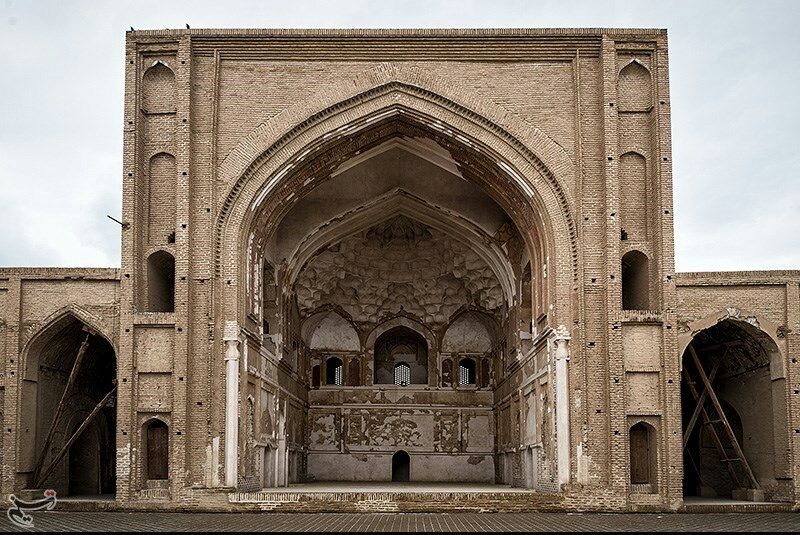
ایوان غربی
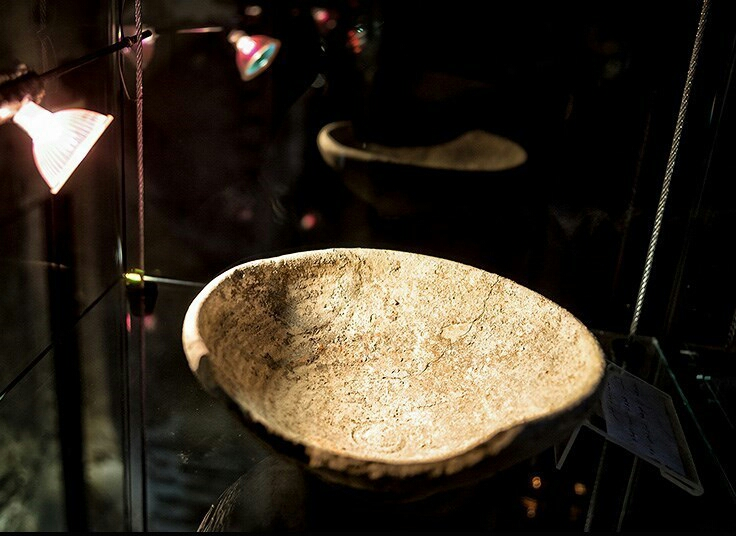
موزه مسجد جامع ساوه
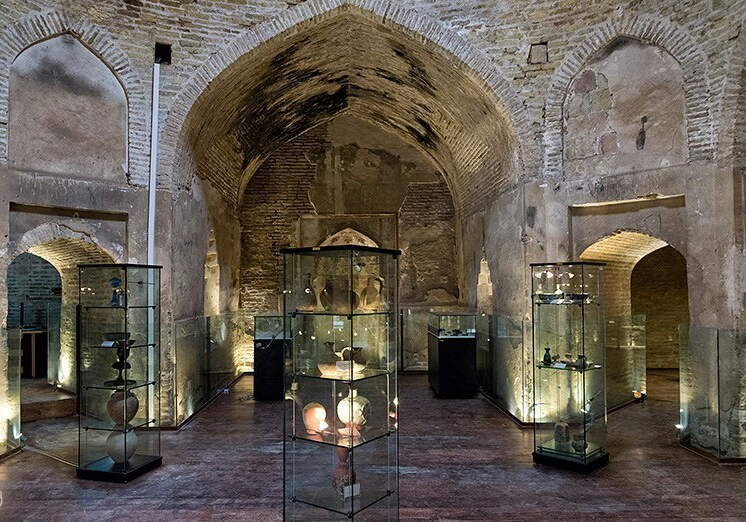
موزه مسجد جامع ساوه
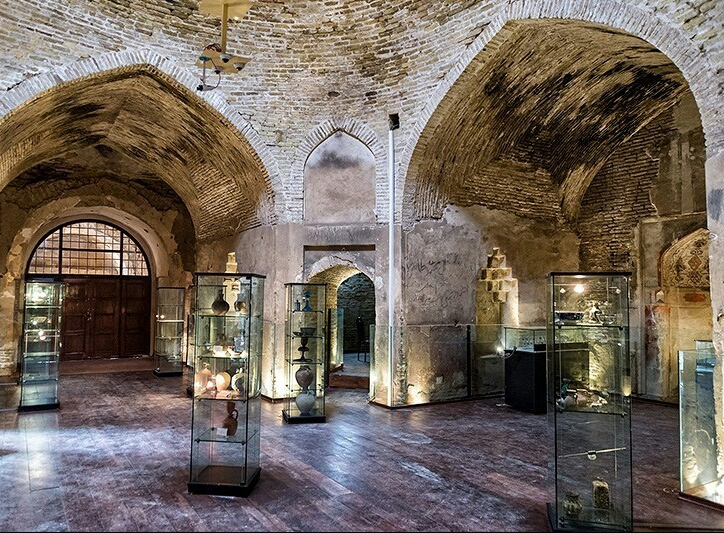
موزه مسجد جامع ساوه
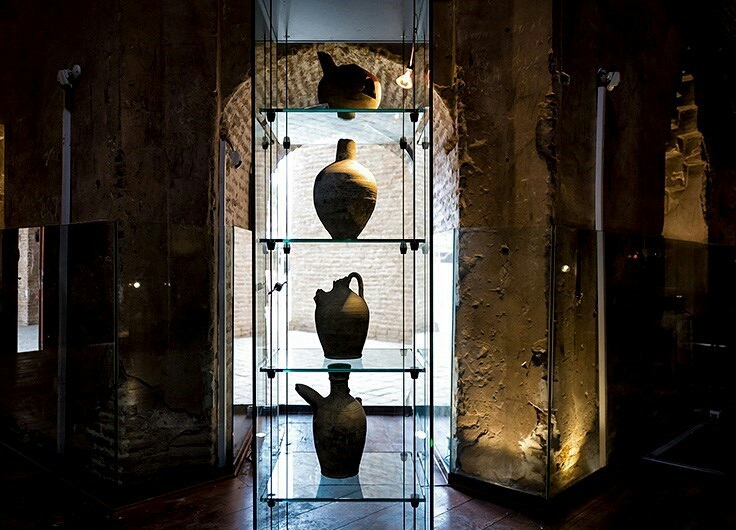
موزه مسجد جامع ساوه
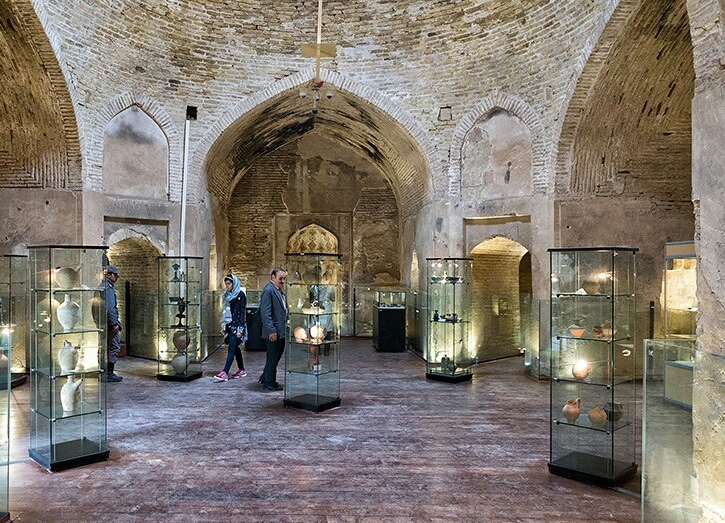
موزه مسجد جامع ساوه